# Monuments to an Elegy
Monuments to an Elegy es el noveno  álbum de estudio de la banda The Smashing Pumpkins. Fue publicado el 5 de diciembre de 2014. Este álbum es parte del trabajo recopilatorio, Teargarden by Kaleidyscope junto con Oceania. El álbum recibió críticas generalmente positivas de los críticos de música, pero se vendió poco en comparación con los discos anteriores de la banda, alcanzando el número 33 en los EE. UU. y el número 59 en el Reino Unido, por lo que lo posicionó en el lugar más bajo del chart en ambas regiones desde su album debut, Gish (1991).

## Lista de canciones
| N.º | Título                 | Duración |  |
| 1.  | «Tiberius»             | 3:02     |  |
| 2.  | «Being Beige»          | 3:39     |  |
| 3.  | «Anaise!»              | 3:33     |  |
| 4.  | «One and All (We Are)» | 3:44     |  |
| 5.  | «Run2me»               | 4:08     |  |
| 6.  | «Drum + Fife»          | 3:54     |  |
| 7.  | «Monuments»            | 3:30     |  |
| 8.  | «Dorian»               | 3:45     |  |
| 9.  | «Anti-Hero»            | 3:20     |  |

## Posicionamiento en lista
| Listas (2014)                           | Posición |
| --------------------------------------- | -------- |
| Australian Albums (ARIA)                | 55       |
| Bélgica (Ultratop flamenca)             | 136      |
| Bélgica (Ultratop valona)               | 142      |
| Países Bajos (Album Top 100)            | 94       |
| Alemania (Media Control Charts)         | 62       |
| Italian Albums (FIMI)                   | 95       |
| Irlanda (IRMA)                          | 83       |
| Suiza (Schweizer Hitparade)             | 33       |
| Reino Unido (UK Albums Chart)           | 59       |
| Reino Unido (UK Independent Albums)     | 3        |
| Estados Unidos (Billboard 200)          | 33       |
| Estados Unidos (Top Rock Albums)        | 5        |
| Estados Unidos (Top Alternative Albums) | 2        |
| Estados Unidos (Independent Albums)     | 2        |